# Axel Didrik Meijendorff von Yxkull
Axel Didrik Meijendorff von Yxkull, född 5 januari 1720 i Arboga, död 21 mars 1798 på Nyby i Södermanland, var en svensk friherre och militär.
Meijendorff von Yxkull blev volontär vid Livregementet till häst 1733, korpral där 1736, adjutant 1742, kornett samma år, löjtnant 1746, ryttmästare 1750 och sekundmajor 1764. Han befordrades till premiärmajor 1765, till överstelöjtnant 1770, till överste i armén 1774 och var 1775–1781 chef för Bohusläns regemente. Meijendorff von Yxkull erhöll 1781 generalmajors avsked. Han blev 1757 riddare av Svärdsorden.
Axel Didrik Meijendorff von Yxkull var son till ryttmästaren Carl Ulrik Meijendorff von Yxkull och Anna Maria Lewenhaupt. Han var sonson till Lage Meijendorff von Yxkull och brorson till Didrik Henning Meijendorff von Yxkull.